# Eleague Major 2017
Eleague Major 2017 (Eleague Major: Atlanta 2017) – był to dziesiąty turniej rangi major zorganizowany przez Eleague w Atlancie w Stanach Zjednoczonych w dniach od 22 do 29 stycznia. Trzeci raz z rzędu organizatorzy zapewnili pulę nagród w wysokości 1 miliona dolarów, o którą walczyło szesnaście zespołów. Tytuł mistrzowski zdobyła duńska formacja Astralis, która pokonała w finale Polaków z Virtus.pro wynikiem 2-1. Zawodnik zwycięskiego zespołu Markus "Kjaerbye" Kjærbye zdobył tytuł MVP turnieju.

## Drużyny
W Atlancie udział brało szesnaście drużyn, z czego osiem ekip miało zapewnione miejsce przez nabycie statusu Legendy, a osiem kolejnych drużyn nazywanymi później Pretendentami wyłonionych zostało w kwalifikacjach do majora. W głównych kwalifikacjach wzięło udział 8 drużyn sklasyfikowanych na miejscach 9-16 podczas ESL One Cologne 2016 oraz po dwie drużyny z regionów CIS, Europy, Azji i Ameryki wyłonionych w regionalnych kwalifikacjach.
| Legendy - Astralis - Flipsid3 Tactics - Fnatic - Gambit Esports - Natus Vincere - SK Gaming - Team Liquid - Virtus.pro | Pretendenci - FaZe Clan - G2 Esports - GODSENT - HellRaisers - mousesports - North - OpTic Gaming - Team EnVyUs |

1. ↑  Gambit Gaming przed turniejem zmieniło nazwę na Gambit Esports.

## Format rozgrywek
Nastąpiły zmiany w fazie grupowej dotyczącej stosowanego formatu. Format GSL zastąpiono systemem szwajcarskim, w którym to zespoły potrzebowały trzech wygranych, aby awansować do fazy pucharowej. Trzy porażki skutkowały zaś odpadnięciem z turnieju. W fazie grupowej drużyny rywalizowały zawsze z zespołem posiadającym taki sam bilans meczów, a drużyny nie grały ze sobą dwukrotnie, dopóki nie było to konieczne. Dodatkowo drużynom nadawano status meczu niskiego, średniego lub wysokiego zależnie czy mecz wygrali czy przegrali. Po pierwszym dniu rozgrywek przegranym drużynom nadawano status meczu niskiego, a wygranym status meczu wysokiego. Miało to ułatwić dopasowywanie drużyn w kolejnych meczach. Przegrani z meczów wysokich oraz wygrani z meczów niskich otrzymywali status meczu średniego i mogli rywalizować między sobą w kolejnej rundzie. Wszystkie mecze w fazie grupowej rozgrywano w trybie BO1.
Faza play-off pozostała bez zmian, nadal korzystano z systemu pojedynczej eliminacji a mecze rozgrywano w formacie BO3.

### Pula map
Pula map była taka sama jak podczas ESL One Cologne 2016. Znajdowało się w niej siedem map do wyboru, gdzie w fazie grupowej drużyny banowały naprzemiennie mapy do momentu, gdy zostały dwie. Spośród tych dwóch map system losował ostateczną mapę. Drużyna, która zbanowała 2 mapy miała prawo wyboru strony, po której chce rozpocząć mecz. W fazie pucharowej ekipy banowały po jednej mapie, a następnie wybierały po jednej na której drużyny chciały grać. Przeciwnik mógł wybrać po której stronie chciał rozpocząć mecz. Spośród trzech pozostałych map system losował mapę decydującą. Dostępnymi mapami były: 
- Cache
- Cobblestone
- Dust II
- Mirage
- Nuke
- Overpass
- Train

## Faza grupowa
Przed rozpoczęciem fazy grupowej zespoły rozstawiono  na podstawie ich wyników z poprzedniego majora oraz turnieju kwalifikacyjnego. I tak oto przedstawiały się koszyki:
- Koszyk 1: Fnatic, SK Gaming, Team Liquid, Virtus.pro
- Koszyk 2: Astralis, FlipSid3 Tactics, Gambit Esports, Natus Vincere
- Koszyk 3: FaZe Clan, GODSENT, mousesports, North
- Koszyk 4: HellRaisers, G2 Esports, OpTic Gaming, Team EnVyUs

W pierwszej rundzie drużyny z pierwszego koszyka grały z drużynami z czwartego koszyka, a drużyny z drugiego mierzyły się z drużynami z trzeciego koszyka. Po tej rundzie losowano drużyny z tym samym bilansem meczów i rozgrywały one między sobą mecz (np. drużyny 1–0 przeciwko drużynom 1–0, drużyny 0–1 przeciwko drużynom 0–1). Osiem drużyn, które wygrały trzy z pięciu możliwych meczów, otrzymało status Legendy i automatyczne zaproszenie na następnego majora.

### Tabela
| Poz.             | Drużyna          | W | P | WR | PR | RR  | Kwalifikacja             |
| ---------------- | ---------------- | - | - | -- | -- | --- | ------------------------ |
| 1                | Natus Vincere    | 3 | 0 | 48 | 12 | +36 | awans do Fazy Pucharowej |
| 2                | Virtus.pro       | 3 | 0 | 48 | 37 | +11 | awans do Fazy Pucharowej |
| 3                | Gambit Esports   | 3 | 1 | 58 | 47 | +11 | awans do Fazy Pucharowej |
| 4                | Fnatic           | 3 | 1 | 58 | 51 | +7  | awans do Fazy Pucharowej |
| 5                | SK Gaming        | 3 | 1 | 57 | 57 | +0  | awans do Fazy Pucharowej |
| 6                | Astralis         | 3 | 2 | 71 | 55 | +16 | awans do Fazy Pucharowej |
| 7                | FaZe Clan        | 3 | 2 | 85 | 73 | +12 | awans do Fazy Pucharowej |
| 8                | North            | 3 | 2 | 75 | 73 | +2  | awans do Fazy Pucharowej |
| 9                | Team EnVyUs      | 2 | 3 | 69 | 72 | -3  | wyeliminowany            |
| 10               | GODSENT          | 2 | 3 | 61 | 65 | -4  | wyeliminowany            |
| 11               | Team Liquid      | 2 | 3 | 74 | 81 | -7  | wyeliminowany            |
| 12               | OpTic Gaming     | 1 | 3 | 49 | 61 | -12 | wyeliminowany            |
| 13               | G2 Esports       | 1 | 3 | 44 | 58 | -14 | wyeliminowany            |
| 14               | mousesports      | 1 | 3 | 34 | 55 | -21 | wyeliminowany            |
| 15               | FlipSid3 Tactics | 0 | 3 | 36 | 48 | -12 | wyeliminowany            |
| 16               | HellRaisers      | 0 | 3 | 29 | 51 | -22 | wyeliminowany            |
| Źródło: hltv.org |                  |   |   |    |    |     |                          |

### Wyniki
| Etap 1           | Etap 1 | Etap 1      | Etap 1 | Etap 1      |
| Drużyna          | Wynik  | Mapa        | Wynik  | Drużyna     |
| ---------------- | ------ | ----------- | ------ | ----------- |
| Natus Vincere    | 16     | Cobblestone | 3      | mousesports |
| OpTic Gaming     | 13     | Cobblestone | 16     | Virtus.pro  |
| Gambit Esports   | 16     | Cobblestone | 8      | North       |
| Fnatic           | 10     | Cache       | 16     | G2 Esports  |
| HellRaisers      | 7      | Mirage      | 16     | SK Gaming   |
| Astralis         | 6      | Train       | 16     | GODSENT     |
| FlipSid3 Tactics | 9      | Nuke        | 16     | FaZe Clan   |
| Team Liquid      | 21     | Cache       | 25     | Team EnVyUs |

| Etap 2           | Etap 2        | Etap 2        | Etap 2        | Etap 2         |
| Drużyna          | Wynik         | Mapa          | Wynik         | Drużyna        |
| Mecze wysokie    | Mecze wysokie | Mecze wysokie | Mecze wysokie | Mecze wysokie  |
| ---------------- | ------------- | ------------- | ------------- | -------------- |
| Natus Vincere    | 16            | Cobblestone   | 6             | Team EnVyUs    |
| FaZe Clan        | 17            | Mirage        | 19            | SK Gaming      |
| GODSENT          | 9             | Overpass      | 16            | Gambit Esports |
| Virtus.pro       | 16            | Nuke          | 14            | G2 Esports     |
| Mecze niskie     |               |               |               |                |
| mousesports      | 16            | Cache         | 9             | HellRaisers    |
| FlipSid3 Tactics | 14            | Overpass      | 16            | Team Liquid    |
| North            | 13            | Cobblestone   | 16            | Fnatic         |
| OpTic Gaming     | 12            | Train         | 16            | Astralis       |

| Etap 3           | Etap 3        | Etap 3        | Etap 3        | Etap 3         |
| Drużyna          | Wynik         | Mapa          | Wynik         | Drużyna        |
| Mecze wysokie    | Mecze wysokie | Mecze wysokie | Mecze wysokie | Mecze wysokie  |
| ---------------- | ------------- | ------------- | ------------- | -------------- |
| Virtus.pro       | 16            | Train         | 10            | Gambit Esports |
| SK Gaming        | 3             | Dust II       | 16            | Natus Vincere  |
| Mecze średnie    |               |               |               |                |
| Fnatic           | 16            | Dust II       | 11            | mousesports    |
| Team EnVyUs      | 16            | Cache         | 3             | GODSENT        |
| G2 Esports       | 5             | Train         | 16            | Astralis       |
| Team Liquid      | 18            | Nuke          | 22            | FaZe Clan      |
| Mecze niskie     |               |               |               |                |
| HellRaisers      | 15            | Mirage        | 19            | North          |
| FlipSid3 Tactics | 13            | Train         | 16            | OpTic Gaming   |

| Etap 4         | Etap 4        | Etap 4        | Etap 4        | Etap 4        |
| Drużyna        | Wynik         | Mapa          | Wynik         | Drużyna       |
| Mecze wysokie  | Mecze wysokie | Mecze wysokie | Mecze wysokie | Mecze wysokie |
| -------------- | ------------- | ------------- | ------------- | ------------- |
| Team EnVyUs    | 11            | Cobblestone   | 16            | Fnatic        |
| SK Gaming      | 19            | Dust II       | 17            | Astralis      |
| Gambit Esports | 16            | Overpass      | 14            | FaZe Clan     |
| Mecze niskie   |               |               |               |               |
| North          | 16            | Overpass      | 9             | G2 Esports    |
| mousesports    | 4             | Nuke          | 16            | Team Liquid   |
| GODSENT        | 16            | Cache         | 8             | OpTic Gaming  |

| Etap 5      | Etap 5 | Etap 5   | Etap 5 | Etap 5      |
| Drużyna     | Wynik  | Mapa     | Wynik  | Drużyna     |
| ----------- | ------ | -------- | ------ | ----------- |
| North       | 19     | Overpass | 17     | GODSENT     |
| FaZe Clan   | 16     | Nuke     | 11     | Team EnVyUs |
| Team Liquid | 3      | Mirage   | 16     | Astralis    |

## Faza pucharowa
Drużyny Natus Vincere oraz Virtus.pro mające rekord 3-0 były rozstawione po fazie grupowej i zostały ulokowani po obu stronach drabinki. W ćwierćfinale mierzyli się z drużynami mającymi bilans 3-2, czyli Astralis, FaZe Clan lub North. Po losowaniu par Natus Vincere grało przeciwko Astralis, natomiast Virtus.pro przeciwko North. Zespół FaZe Clan oraz drużyny posiadające bilans meczów 3-2, czyli Fnatic, Gaming Esports i SK Gaming utworzyły 2 kolejne pary ćwierćfinałowe.

### Drabinka
|  | Ćwierćfinały   | Ćwierćfinały   | Ćwierćfinały |            |            | Półfinały  | Półfinały | Półfinały |  |  | Finał | Finał | Finał |  |
|  |                |                |              |            |            |            |           |           |  |  |       |       |       |  |
|  | Natus Vincere  | Natus Vincere  | 1            |            |            |            |           |           |  |  |       |       |       |  |
|  | Natus Vincere  | Natus Vincere  | 1            |            |            |            |           |           |  |  |       |       |       |  |
|  | Astralis       | Astralis       | 2            |            |            |            |           |           |  |  |       |       |       |  |
|  | Astralis       | Astralis       | 2            |            | Astralis   | Astralis   | 2         |           |  |  |       |       |       |  |
|  |                |                |              |            | Astralis   | Astralis   | 2         |           |  |  |       |       |       |  |
|  |                |                | Fnatic       | Fnatic     | 0          |            |           |           |  |  |       |       |       |  |
|  | Fnatic         | Fnatic         | Fnatic       | Fnatic     | 0          | 2          |           |           |  |  |       |       |       |  |
|  | Fnatic         | Fnatic         |              |            |            |            |           |           |  |  |       |       |       |  |
|  | Gambit Esports | Gambit Esports | 1            |            |            |            |           |           |  |  |       |       |       |  |
|  | Gambit Esports | Gambit Esports | 1            |            | Astralis   | Astralis   | 2         |           |  |  |       |       |       |  |
|  |                |                |              |            |            |            |           |           |  |  |       |       |       |  |
|  |                |                | Virtus.pro   | Virtus.pro | 1          |            |           |           |  |  |       |       |       |  |
|  | Virtus.pro     | Virtus.pro     | Virtus.pro   | Virtus.pro | 1          | 2          |           |           |  |  |       |       |       |  |
|  | Virtus.pro     | Virtus.pro     |              |            |            |            |           |           |  |  |       |       |       |  |
|  | North          | North          | 1            |            |            |            |           |           |  |  |       |       |       |  |
|  | North          | North          | 1            |            | Virtus.pro | Virtus.pro | 2         |           |  |  |       |       |       |  |
|  |                |                |              |            | Virtus.pro | Virtus.pro | 2         |           |  |  |       |       |       |  |
|  |                |                | SK Gaming    | SK Gaming  | 0          |            |           |           |  |  |       |       |       |  |
|  | FaZe Clan      | FaZe Clan      | SK Gaming    | SK Gaming  | 0          | 1          |           |           |  |  |       |       |       |  |
|  | FaZe Clan      | FaZe Clan      |              |            |            |            |           |           |  |  |       |       |       |  |
|  | SK Gaming      | SK Gaming      | 2            |            |            |            |           |           |  |  |       |       |       |  |

Źródło: hltv.org

### Ćwierćfinały
| Drużyna       | Wynik | Mapa        | Wynik | Drużyna        |
| ------------- | ----- | ----------- | ----- | -------------- |
| Natus Vincere | 7     | Overpass    | 16    | Astralis       |
| Natus Vincere | 16    | Mirage      | 14    | Astralis       |
| Natus Vincere | 10    | Dust II     | 16    | Astralis       |
| Fnatic        | 16    | Cache       | 7     | Gambit Esports |
| Fnatic        | 3     | Overpass    | 16    | Gambit Esports |
| Fnatic        | 16    | Dust II     | 7     | Gambit Esports |
| Virtus.pro    | 16    | Overpass    | 4     | North          |
| Virtus.pro    | 12    | Cache       | 16    | North          |
| Virtus.pro    | 16    | Cobblestone | 13    | North          |
| FaZe Clan     | 16    | Mirage      | 7     | SK Gaming      |
| FaZe Clan     | 3     | Train       | 16    | SK Gaming      |
| FaZe Clan     | 5     | Overpass    | 16    | SK Gaming      |

### Półfinały
| Drużyna    | Wynik | Mapa        | Wynik | Drużyna   |
| ---------- | ----- | ----------- | ----- | --------- |
| Astralis   | 19    | Cache       | 16    | Fnatic    |
| Astralis   | 16    | Nuke        | 5     | Fnatic    |
| Astralis   | -     | Dust II     | -     | Fnatic    |
| Virtus.pro | 19    | Train       | 17    | SK Gaming |
| Virtus.pro | 16    | Cobblestone | 14    | SK Gaming |
| Virtus.pro | -     | Overpass    | -     | SK Gaming |

### Finał
| Drużyna  | Wynik | Mapa     | Wynik | Drużyna    |
| -------- | ----- | -------- | ----- | ---------- |
| Astralis | 12    | Nuke     | 16    | Virtus.pro |
| Astralis | 16    | Overpass | 14    | Virtus.pro |
| Astralis | 16    | Train    | 14    | Virtus.pro |

## Ranking końcowy
| Miejsce          | Drużyna          | Nagroda  | Skład                                              | Trener  |
| ---------------- | ---------------- | -------- | -------------------------------------------------- | ------- |
| 1.               | Astralis         | $500,000 | dev1ce, dupreeh, gla1ve, Kjaerbye, Xyp9x           | zonic   |
| 2.               | Virtus.pro       | $150,000 | byali, NEO, pashaBiceps, Snax, TaZ                 | kuben   |
| 3.–4.            | Fnatic           | $70,000  | dennis, disco doplan, KRiMZ, olofmeister, twist    | Jumpy   |
| 3.–4.            | SK Gaming        | $70,000  | coldzera, Fallen, fer, fox, TACO                   | dead    |
| 5.–8.            | FaZe Clan        | $35,000  | aizy, allu, karrigan, kioShiMa, rain               | RobbaN  |
| 5.–8.            | Gambit Esports   | $35,000  | AdreN, Dosia, HObbit, mou, Zeus                    | kane    |
| 5.–8.            | Natus Vincere    | $35,000  | Guardian, Edward, flamie, s1mple, seized           | starix  |
| 5.–8.            | North            | $35,000  | cajunb, k0nfig, Magisk, MSL, RUBINO                | ruggah  |
| 9.–11.           | GODSENT          | $8,750   | flusha, JW, Lekro, pronax, znajder                 | rdl     |
| 9.–11.           | TeamEnVyUs       | $8,750   | apEX, Happy, kennyS, NBK, SIXER                    | enkay j |
| 9.–11.           | Team Liquid      | $8,750   | EliGE, Hiko, jdm64, nitr0, Pimp                    | zews    |
| 12.–14.          | G2 Esports       | $8,750   | bodyy, Rpk, ScreaM, shox, SmithZz                  | NiaK    |
| 12.–14.          | mousesports      | $8,750   | chrisJ, Denis, loWel, NiKo, Spiidi                 | lmbt    |
| 12.–14.          | OpTic Gaming     | $8,750   | mixwell, NAF, RUSH, stanislaw, tarik               |         |
| 15.–16.          | FlipSid3 Tactics | $8,750   | B1ad3, electronic, markeloff, wayLander, WorldEdit |         |
| 15.–16.          | HellRaisers      | $8,750   | ANGE1, bondik, DeadFox, STYKO, Zero                | Johnta  |
| Źródło: hltv.org |                  |          |                                                    |         |